# Daði Lárusson
Daði Lárusson (19 giugno 1973) è un ex calciatore islandese, di ruolo portiere.

## Carriera
Ha giocato per 17 anni nel FH con cui ha esordito a 17 anni e con cui è arrivato a disputare 3 incontri con la maglia della nazionale islandese.
Per la stagione 2010 si accasa al neo promosso Haukar con cui tuttavia retrocede al termine della stagione. Nel 2013 torna nella squadra che lo ha lanciato. Vanta un'esperienza negli Stati Uniti.

## Palmarès

### Club

#### Competizioni nazionali
- Campionato islandese: 6

2004, 2005, 2006, 2008, 2009, 2012
- Coppa d'Islanda: 2

2007, 2010
- Supercoppe d'Islanda: 6

2005, 2007, 2009, 2010, 2011, 2013
- Coppa di Lega islandese: 6

2002, 2004, 2006, 2007, 2009, 2014